# Canton de Phalsbourg
Le canton de Phalsbourg est une circonscription électorale française située dans le département de la Moselle et la région Grand Est.

## Géographie
Ce canton est organisé autour de Phalsbourg dans l'arrondissement de Sarrebourg-Château-Salins. Son altitude varie de 200 m (Phalsbourg) à 983 m (Walscheid).

## Histoire
Par décret du 18 février 2014, le nombre de cantons du département est divisé par deux, avec mise en application aux élections départementales de mars 2015. Le canton de Phalsbourg est conservé et s'agrandit. Il passe de 26 à 56 communes.

## Langue
D'après un recensement de 1962, le canton comptait 80 à 90 % de locuteurs du francique lorrain (minorité alémanique incluse). Après cette date, les recensements de l'INSEE ont arrêté de poser la question de la langue maternelle au citoyen enquêté.

## Représentation

### Conseillers généraux de 1833 à 2015
| Période | Période           | Identité                               | Étiquette                             | Qualité                                                                               |
| ------- | ----------------- | -------------------------------------- | ------------------------------------- | ------------------------------------------------------------------------------------- |
| 1833    | 1852              | François-Désiré Parmentier             |                                       | Propriétaire, notaire, maire de Phalsbourg Président du Conseil Général de la Meurthe |
| 1852    | 1858 (décès)      | Comte Jean-Baptiste Alexandre Villatte |                                       | Ancien Maréchal de camp, commandant la subdivision de la Meurthe Maire d'Hellocourt   |
| 1858    | 1861 (décès)      | Baron Désiré Parmentier                |                                       | Maire de Phalsbourg Président du Conseil général de la Meurthe                        |
| 1861    | 1866 (démission)  | Adolphe Germain (gendre du précédent)  |                                       | Notaire - Maire de Phalsbourg                                                         |
| 1867    | 1871              | Jean-Jacques Uhrich                    |                                       | Général de division, Phalsbourg                                                       |
| 1871    | 1919              | Annexion allemande                     |                                       |                                                                                       |
| 1919    | 1928              | Henri Schwartz                         |                                       | Notaire à Strasbourg                                                                  |
| 1928    | 1934              | Victor Antoni                          | Union chrétienne-sociale Conservateur | Cultivateur Elu en 1934 dans le Canton de Fénétrange                                  |
| 1934    | 1940              | Joseph Kirsch                          | Conservateur                          | Médecin - Maire de Phalsbourg, conseiller d'arrondissement                            |
| 1940    | 1944              | Annexion allemande                     |                                       |                                                                                       |
| 1945    | 1951              | René Muller                            | MRP                                   | Médecin-chirurgien à Sarrebourg                                                       |
| 1951    | 1971 (annulation) | Georges Thomas                         | MRP puis DVD                          | Agent général d'assurances Maire de Dannelbourg Député (1958-1962 et 1967-1968)       |
| 1972    | 1982              | Oscar Gérard                           | DVD puis UDF                          | Enseignant, ancien résistant Maire de Phalsbourg (1965-1983)                          |
| 1982    | 2001              | Jean Grosse                            | RPR puis UDF                          | Chef d'entreprise Conseiller régional Maire de Saint-Jean-Kourtzerode                 |
| 2001    | 2015              | Patrick Reichheld                      | DVD puis UMP puis UDI                 | Exploitant agricole à Saint-Jean-Kourtzerode                                          |

### Conseillers d'arrondissement (de 1833 à 1940)
Le canton de Phalsbourg avait deux, puis trois (1919), puis de nouveau deux (1925) conseillers d'arrondissement.
| Période                                  | Période | Identité            | Étiquette                 | Qualité |
| ---------------------------------------- | ------- | ------------------- | ------------------------- | --- |
| 1833                                     | 1839    | M. Hoffmann         |                           | Propriétaire à Phalsbourg                                                                                   |
| 1833                                     | 1848    | M. Lelein           |                           | Aubergiste à Mittelbronn                                                                                    |
| 1839                                     | 1848    | A.L. Tournier       |                           | Propriétaire à Phalsbourg                                                                                   |
|                                          |         |                     |                           | |
| 1919                                     | 1931    | Michel Thonn        | URL                       | Rentier à Arzviller                                                                                         |
| 1919                                     | 1931    | Jean François Thill | URL                       | Membre du Comité directeur de la Corporation agricole                                                       |
| 1919                                     | 1925    | M. Pfeiffer         | URL                       | Propriétaire et boulanger à Lixheim                                                                         |
| 1931                                     | 1934    | Joseph Kirsch       | Chrétien social           | Médecin, maire de Phalsbourg                                                                                |
| 1931                                     | 1940    | M. Zimmermann       | Républicain Front lorrain | Hôtelier-restaurateur à Dabo                                                                                |
| 1934                                     | 1940    | Léger Kuhn          | Front lorrain             | Maire de Garrebourg                                                                                         |
| 1940                                     |         |                     |                           | Les conseils d'arrondissement ont été suspendus par la loi du 12 octobre 1940 et n'ont jamais été réactivés |
| Les données manquantes sont à compléter. |         |                     |                           | |

### Conseillers départementaux à partir de 2015
| Période élective | Période élective | Mandat | Mandat   | Identité           | Nuance | Nuance | Qualité                                                                    |
| ---------------- | ---------------- | ------ | -------- | ------------------ | ------ | ------ | -------------------------------------------------------------------------- |
| 2015             | 2021             | 2015   | 2021     | Nicole Pierrard    |        | DVD    | Chef d'entreprise à Troisfontaines                                         |
| 2015             | 2021             | 2015   | 2021     | Patrick Reichheld  |        | UDI    | Exploitant agricole à Saint-Jean-Kourtzerode Vice-président du département |
| 2021             | 2028             | 2021   | en cours | Véréna Fogel-Gossé |        | DVD    | Chef d'entreprise à Walscheid                                              |
| 2021             | 2028             | 2021   | en cours | Patrick Reichheld  |        | UDI    | Conseiller sortant                                                         |

### Résultats détaillés

#### Élections de mars 2015
À l'issue du 1er tour des élections départementales de 2015, deux binômes sont en ballottage : Camille Gazaud et Alexandre Sinteff (FN, 33,76 %) et Nicole Pierrard et Patrick Reichheld (DVD, 24,66 %). Le taux de participation est de 51,37 % (13 402 votants sur 26 088 inscrits) contre 44,87 % au niveau départemental et 50,17 % au niveau national.
Au second tour, Nicole Pierrard et Patrick Reichheld (DVD) sont élus avec 59,1 % des suffrages exprimés et un taux de participation de 50,21 % (7 299 voix pour 13 096 votants et 26 080 inscrits).

#### Élections de juin 2021
Le premier tour des élections départementales de 2021 est marqué par un très faible taux de participation (33,26 % au niveau national). Dans le canton de Phalsbourg, ce taux de participation est de 33,13 % (8 558 votants sur 25 832 inscrits) contre 26,75 % au niveau départemental. À l'issue de ce premier tour, deux binômes sont en ballottage : Véréna Fogel-Gossé et Patrick Reichheld (Union au centre et à droite, 29,82 %) et Régis Idoux et Nicole Pierrard (DVD, 22,34 %).
Le second tour des élections est marqué une nouvelle fois par une abstention massive équivalente au premier tour. Les taux de participation sont de 34,36 % au niveau national, 27,16 % dans le département et 32,45 % dans le canton de Phalsbourg. Véréna Fogel-Gossé et Patrick Reichheld (Union au centre et à droite) sont élus avec 52,17 % des suffrages exprimés (4 034 voix pour 8 380 votants et 25 827 inscrits),,. 

## Composition

### Composition avant 2015

Situation du canton de Phalsbourg dans l'Arrondissement de Sarrebourg avant 2015.

Le canton de Phalsbourg regroupait 26 communes.
| Nom                    | Code Insee | Codepostal | Superficie (km2) | Population (dernière pop. légale) | Densité (hab./km2) |
| ---------------------- | ---------- | ---------- | ---------------- | --------------------------------- | ------------------ |
| Phalsbourg (chef-lieu) | 57540      | 57370      | 13,15            | 4 789 (2012)                      | 364                |
| Arzviller              | 57033      | 57405      | 5,21             | 551 (2012)                        | 106                |
| Berling                | 57064      | 57370      | 3,15             | 289 (2012)                        | 92                 |
| Bourscheid             | 57100      | 57370      | 3,99             | 215 (2012)                        | 54                 |
| Brouviller             | 57114      | 57635      | 11,24            | 431 (2012)                        | 38                 |
| Dabo                   | 57163      | 57850      | 48,12            | 2 639 (2012)                      | 55                 |
| Danne-et-Quatre-Vents  | 57168      | 57370      | 7,20             | 593 (2012)                        | 82                 |
| Dannelbourg            | 57169      | 57820      | 2,95             | 490 (2012)                        | 166                |
| Garrebourg             | 57244      | 57820      | 8,34             | 510 (2012)                        | 61                 |
| Guntzviller            | 57280      | 57405      | 5,39             | 397 (2012)                        | 74                 |
| Hangviller             | 57291      | 57370      | 4,52             | 284 (2012)                        | 63                 |
| Haselbourg             | 57300      | 57850      | 6,11             | 322 (2012)                        | 53                 |
| Henridorff             | 57315      | 57820      | 7,31             | 664 (2012)                        | 91                 |
| Hérange                | 57317      | 57635      | 2,73             | 105 (2012)                        | 38                 |
| Hultehouse             | 57339      | 57820      | 4,58             | 355 (2012)                        | 78                 |
| Lixheim                | 57407      | 57635      | 3,96             | 610 (2012)                        | 154                |
| Lutzelbourg            | 57427      | 57820      | 5,84             | 620 (2012)                        | 106                |
| Metting                | 57462      | 57370      | 5,21             | 361 (2012)                        | 69                 |
| Mittelbronn            | 57468      | 57370      | 7,71             | 671 (2012)                        | 87                 |
| Saint-Jean-Kourtzerode | 57614      | 57370      | 1,58             | 719 (2012)                        | 455                |
| Saint-Louis            | 57618      | 57820      | 9,28             | 671 (2012)                        | 72                 |
| Vescheim               | 57709      | 57370      | 1,81             | 266 (2012)                        | 147                |
| Vilsberg               | 57721      | 57370      | 5,00             | 370 (2012)                        | 74                 |
| Waltembourg            | 57743      | 57370      | 1,40             | 247 (2012)                        | 176                |
| Wintersbourg           | 57747      | 57635      | 3,95             | 268 (2012)                        | 68                 |
| Zilling                | 57761      | 57370      | 3,58             | 266 (2012)                        | 74                 |

### Composition après 2015
Le canton de Phalsbourg comprend désormais cinquante-six communes entières.
| Nom                                | Code Insee | Intercommunalité               | Superficie (km2) | Population (dernière pop. légale) | Densité (hab./km2) | Modifier                                    |
| ---------------------------------- | ---------- | ------------------------------ | ---------------- | --------------------------------- | ------------------ | ------------------------------------------- |
| Phalsbourg (bureau centralisateur) | 57540      | CC du Pays de Phalsbourg       | 13,15            | 4 657 (2022)                      | 354                | modifier les données · modifier les données |
| Abreschviller                      | 57003      | CC de Sarrebourg - Moselle Sud | 41,29            | 1 427 (2022)                      | 35                 | modifier les données · modifier les données |
| Arzviller                          | 57033      | CC du Pays de Phalsbourg       | 5,21             | 523 (2022)                        | 100                | modifier les données · modifier les données |
| Aspach                             | 57034      | CC de Sarrebourg - Moselle Sud | 4,13             | 37 (2022)                         | 9,0                | modifier les données · modifier les données |
| Barchain                           | 57050      | CC de Sarrebourg - Moselle Sud | 1,70             | 101 (2022)                        | 59                 | modifier les données · modifier les données |
| Berling                            | 57064      | CC du Pays de Phalsbourg       | 3,15             | 295 (2022)                        | 94                 | modifier les données · modifier les données |
| Bourscheid                         | 57100      | CC du Pays de Phalsbourg       | 3,99             | 175 (2022)                        | 44                 | modifier les données · modifier les données |
| Brouderdorff                       | 57113      | CC de Sarrebourg - Moselle Sud | 4,75             | 971 (2022)                        | 204                | modifier les données · modifier les données |
| Brouviller                         | 57114      | CC du Pays de Phalsbourg       | 11,24            | 420 (2022)                        | 37                 | modifier les données · modifier les données |
| Dabo                               | 57163      | CC du Pays de Phalsbourg       | 48,12            | 2 367 (2022)                      | 49                 | modifier les données · modifier les données |
| Danne-et-Quatre-Vents              | 57168      | CC du Pays de Phalsbourg       | 7,20             | 671 (2022)                        | 93                 | modifier les données · modifier les données |
| Dannelbourg                        | 57169      | CC du Pays de Phalsbourg       | 2,95             | 506 (2022)                        | 172                | modifier les données · modifier les données |
| Fraquelfing                        | 57233      | CC de Sarrebourg - Moselle Sud | 4,44             | 84 (2022)                         | 19                 | modifier les données · modifier les données |
| Garrebourg                         | 57244      | CC du Pays de Phalsbourg       | 8,34             | 486 (2022)                        | 58                 | modifier les données · modifier les données |
| Guntzviller                        | 57280      | CC du Pays de Phalsbourg       | 5,39             | 356 (2022)                        | 66                 | modifier les données · modifier les données |
| Hangviller                         | 57291      | CC du Pays de Phalsbourg       | 4,52             | 261 (2022)                        | 58                 | modifier les données · modifier les données |
| Harreberg                          | 57298      | CC de Sarrebourg - Moselle Sud | 6,34             | 365 (2022)                        | 58                 | modifier les données · modifier les données |
| Hartzviller                        | 57299      | CC de Sarrebourg - Moselle Sud | 4,14             | 939 (2022)                        | 227                | modifier les données · modifier les données |
| Haselbourg                         | 57300      | CC du Pays de Phalsbourg       | 6,11             | 297 (2022)                        | 49                 | modifier les données · modifier les données |
| Hattigny                           | 57302      | CC de Sarrebourg - Moselle Sud | 13,14            | 220 (2022)                        | 17                 | modifier les données · modifier les données |
| Héming                             | 57314      | CC de Sarrebourg - Moselle Sud | 3,69             | 495 (2022)                        | 134                | modifier les données · modifier les données |
| Henridorff                         | 57315      | CC du Pays de Phalsbourg       | 7,31             | 705 (2022)                        | 96                 | modifier les données · modifier les données |
| Hérange                            | 57317      | CC du Pays de Phalsbourg       | 2,73             | 104 (2022)                        | 38                 | modifier les données · modifier les données |
| Hermelange                         | 57318      | CC de Sarrebourg - Moselle Sud | 2,58             | 215 (2022)                        | 83                 | modifier les données · modifier les données |
| Hesse                              | 57321      | CC de Sarrebourg - Moselle Sud | 12,85            | 552 (2022)                        | 43                 | modifier les données · modifier les données |
| Hommert                            | 57334      | CC de Sarrebourg - Moselle Sud | 3,49             | 309 (2022)                        | 89                 | modifier les données · modifier les données |
| Hultehouse                         | 57339      | CC du Pays de Phalsbourg       | 4,58             | 362 (2022)                        | 79                 | modifier les données · modifier les données |
| Lafrimbolle                        | 57374      | CC de Sarrebourg - Moselle Sud | 10,72            | 207 (2022)                        | 19                 | modifier les données · modifier les données |
| Landange                           | 57377      | CC de Sarrebourg - Moselle Sud | 4,85             | 242 (2022)                        | 50                 | modifier les données · modifier les données |
| Laneuveville-lès-Lorquin           | 57380      | CC de Sarrebourg - Moselle Sud | 2,24             | 105 (2022)                        | 47                 | modifier les données · modifier les données |
| Lixheim                            | 57407      | CC du Pays de Phalsbourg       | 3,96             | 564 (2022)                        | 142                | modifier les données · modifier les données |
| Lorquin                            | 57414      | CC de Sarrebourg - Moselle Sud | 8,77             | 1 134 (2022)                      | 129                | modifier les données · modifier les données |
| Lutzelbourg                        | 57427      | CC du Pays de Phalsbourg       | 5,84             | 558 (2022)                        | 96                 | modifier les données · modifier les données |
| Métairies-Saint-Quirin             | 57461      | CC de Sarrebourg - Moselle Sud | 9,57             | 274 (2022)                        | 29                 | modifier les données · modifier les données |
| Metting                            | 57462      | CC du Pays de Phalsbourg       | 5,21             | 425 (2022)                        | 82                 | modifier les données · modifier les données |
| Mittelbronn                        | 57468      | CC du Pays de Phalsbourg       | 7,71             | 642 (2022)                        | 83                 | modifier les données · modifier les données |
| Neufmoulins                        | 57500      | CC de Sarrebourg - Moselle Sud | 1,93             | 37 (2022)                         | 19                 | modifier les données · modifier les données |
| Niderhoff                          | 57504      | CC de Sarrebourg - Moselle Sud | 5,30             | 277 (2022)                        | 52                 | modifier les données · modifier les données |
| Niderviller                        | 57505      | CC de Sarrebourg - Moselle Sud | 10,78            | 1 152 (2022)                      | 107                | modifier les données · modifier les données |
| Nitting                            | 57509      | CC de Sarrebourg - Moselle Sud | 8,86             | 514 (2022)                        | 58                 | modifier les données · modifier les données |
| Plaine-de-Walsch                   | 57544      | CC de Sarrebourg - Moselle Sud | 4,98             | 605 (2022)                        | 121                | modifier les données · modifier les données |
| Saint-Jean-Kourtzerode             | 57614      | CC du Pays de Phalsbourg       | 1,58             | 674 (2022)                        | 427                | modifier les données · modifier les données |
| Saint-Louis                        | 57618      | CC du Pays de Phalsbourg       | 9,28             | 622 (2022)                        | 67                 | modifier les données · modifier les données |
| Saint-Quirin                       | 57623      | CC de Sarrebourg - Moselle Sud | 53,34            | 693 (2022)                        | 13                 | modifier les données · modifier les données |
| Schneckenbusch                     | 57637      | CC de Sarrebourg - Moselle Sud | 2,12             | 313 (2022)                        | 148                | modifier les données · modifier les données |
| Troisfontaines                     | 57680      | CC de Sarrebourg - Moselle Sud | 12,85            | 1 259 (2022)                      | 98                 | modifier les données · modifier les données |
| Turquestein-Blancrupt              | 57682      | CC de Sarrebourg - Moselle Sud | 30,04            | 11 (2022)                         | 0,37               | modifier les données · modifier les données |
| Vasperviller                       | 57697      | CC de Sarrebourg - Moselle Sud | 1,54             | 320 (2022)                        | 208                | modifier les données · modifier les données |
| Vescheim                           | 57709      | CC du Pays de Phalsbourg       | 1,81             | 306 (2022)                        | 169                | modifier les données · modifier les données |
| Vilsberg                           | 57721      | CC du Pays de Phalsbourg       | 5,00             | 347 (2022)                        | 69                 | modifier les données · modifier les données |
| Voyer                              | 57734      | CC de Sarrebourg - Moselle Sud | 4,48             | 449 (2022)                        | 100                | modifier les données · modifier les données |
| Walscheid                          | 57742      | CC de Sarrebourg - Moselle Sud | 38,35            | 1 467 (2022)                      | 38                 | modifier les données · modifier les données |
| Waltembourg                        | 57743      | CC du Pays de Phalsbourg       | 1,40             | 232 (2022)                        | 166                | modifier les données · modifier les données |
| Wintersbourg                       | 57747      | CC du Pays de Phalsbourg       | 3,95             | 260 (2022)                        | 66                 | modifier les données · modifier les données |
| Xouaxange                          | 57756      | CC de Sarrebourg - Moselle Sud | 5,16             | 316 (2022)                        | 61                 | modifier les données · modifier les données |
| Zilling                            | 57761      | CC du Pays de Phalsbourg       | 3,58             | 281 (2022)                        | 78                 | modifier les données · modifier les données |
| Canton de Phalsbourg               | 5717       |                                | 501,73           | 32 186 (2022)                     | 64                 | modifier les données                        |

## Démographie

### Démographie avant 2015
| 1962   | 1968   | 1975   | 1982   | 1990   | 1999   | 2006   | 2011   | 2012   |
| ------ | ------ | ------ | ------ | ------ | ------ | ------ | ------ | ------ |
| 15 082 | 15 180 | 15 937 | 15 670 | 15 771 | 16 709 | 17 324 | 17 727 | 17 703 |

### Démographie depuis 2015
En 2022, le canton comptait 32 186 habitants, en évolution de −2,33 % par rapport à 2016 (Moselle : +0,52 %, France hors Mayotte : +2,11 %).
| 2013   | 2018   | 2022   |
| ------ | ------ | ------ |
| 33 353 | 32 712 | 32 186 |